# ピーター・ブレギン
ピーター・ロジャー・ブレギン（Peter Roger Breggin, 1936年5月11日 - ）は、アメリカの精神科医。精神医療の改革に尽力し、米国精神医学の良心と呼ばれる。

## 略歴
ハーバード大学を首席で卒業後、ニューヨーク州立大学でのインターン、米国国立精神衛生研究所勤務などを経て、1968年より精神科開業医。
1971年に精神医学心理学研究国際センターを設立。
ハーバード・メディカルスクール、ジョンズ・ホプキンス大学、ジョージ・メイソン大学など、多数の大学で教えている。

## ADHD批判
アメリカで最も有名なADHD批評家と、ニューヨーク・タイムズに呼ばれている。ブレギンによると、ADHD（注意欠陥・多動性障害）を持つと言われる子供の殆どはDADD（Dad Attention Deficit Disorder）（父親のケア欠陥障害）であり、父親が仕事や他のことに忙しかったり、そばにいなかったりすることで、十分なケアが与えられていないのだと言う。
又、子供の行動をコントロールするために教師が親に投薬の圧力をかけている実態に関し、議会で証言している。

## 著書
- (1998). The war against children of color. Psychiatry Targets Inner City Youth. Monroe, Maine: Common Courage Press.
- (2000). Reclaiming Our Children: A Healing Solution for a Nation in Crisis. Cambridge: Perseus Books.
- (2001). Talking Back to Ritalin: What Doctors Aren't Telling You About Stimulants and ADHD. Revised. Cambridge: Perseus Books.
- (2002). The Ritalin Fact Book: What Your Doctor Won't Tell You. Cambridge: Perseus Books.
- (2007). Your Drug May Be Your Problem: How and Why to Stop Taking Psychiatric Medications, Second Edition. Cambridge: Perseus Books.